# Lista constructorilor campioni ai Campionatului Mondial de Raliuri

## Legendă
| Podiumuri | Numărul de ori în care campionul a finisat în top trei în raliu         |
| Diferența | Diferența de puncte cu care campionul a surclasat ocupantul locului doi |

## După sezon
| An   | Campionul constructorilor | Bolizi folosiți                                              | Victorii | Podiumuri | Puncte | Diferența |
| ---- | ------------------------- | ------------------------------------------------------------ | -------- | --------- | ------ | --------- |
| 2012 | Citroën*                  | Citroën DS3 WRC                                              | 10       | 20        | 453    | 144       |
| 2011 | Citroën*                  | Citroën DS3 WRC                                              | 10       | 18        | 403    | 27        |
| 2010 | Citroën*                  | Citroën C4 WRC                                               | 10       | 31        | 456    | 119       |
| 2009 | Citroën*                  | Citroën C4 WRC                                               | 7        | 19        | 167    | 27        |
| 2008 | Citroën*                  | Citroën C4 WRC                                               | 11       | 25        | 191    | 18        |
| 2007 | Ford                      | Ford Focus RS WRC 06 Ford Focus RS WRC 07                    | 8        | 25        | 212    | 29        |
| 2006 | Ford                      | Ford Focus RS WRC 06                                         | 8        | 20        | 195    | 29        |
| 2005 | Citroën*                  | Citroën Xsara WRC                                            | 11       | 20        | 188    | 53        |
| 2004 | Citroën*                  | Citroën Xsara WRC                                            | 7        | 20        | 194    | 51        |
| 2003 | Citroën                   | Citroën Xsara WRC                                            | 4        | 13        | 160    | 15        |
| 2002 | Peugeot*                  | Peugeot 206 WRC                                              | 8        | 21        | 165    | 61        |
| 2001 | Peugeot                   | Peugeot 206 WRC                                              | 6        | 16        | 106    | 20        |
| 2000 | Peugeot*                  | Peugeot 206 WRC                                              | 6        | 13        | 111    | 20        |
| 1999 | Toyota                    | Toyota Corolla WRC                                           | 1        | 15        | 109    | 18        |
| 1998 | Mitsubishi*               | Mitsubishi Lancer Evolution IV Mitsubishi Lancer Evolution V | 7        | 9         | 91     | 6         |
| 1997 | Subaru                    | Subaru Impreza WRC 97                                        | 8        | 13        | 114    | 24        |
| 1996 | Subaru                    | Subaru Impreza 555                                           | 3        | 9         | 401    | 80        |
| 1995 | Subaru*                   | Subaru Impreza 555                                           | 5        | 11        | 350    | 43        |
| 1994 | Toyota*                   | Toyota Celica GT-Four ST185                                  | 5        | 13        | 151    | 11        |
| 1993 | Toyota*                   | Toyota Celica GT-Four ST185                                  | 7        | 17        | 157    | 12        |
| 1992 | Lancia                    | Lancia Delta HF Integrale                                    | 8        | 21        | 140    | 24        |
| 1991 | Lancia*                   | Lancia Delta Integrale 16V                                   | 6        | 20        | 140    | 24        |
| 1990 | Lancia                    | Lancia Delta Integrale 16V                                   | 6        | 16        | 137    | 9         |
| 1989 | Lancia*                   | Lancia Delta Integrale Lancia Delta Integrale 16V            | 7        | 18        | 137    | 6         |
| 1988 | Lancia*                   | Lancia Delta HF 4WD Lancia Delta Integrale                   | 10       | 23        | 140    | 61        |
| 1987 | Lancia*                   | Lancia Delta HF 4WD                                          | 9        | 19        | 140    | 58        |
| 1986 | Peugeot*                  | Peugeot 205 Turbo 16 E2                                      | 6        | 12        | 137    | 15        |
| 1985 | Peugeot*                  | Peugeot 205 Turbo 16 Peugeot 205 Turbo 16 E2                 | 7        | 13        | 142    | 16        |
| 1984 | Audi*                     | Audi Quattro                                                 | 7        | 18        | 120    | 12        |
| 1983 | Lancia                    | Lancia 037                                                   | 5        | 14        | 118    | 2         |
| 1982 | Audi                      | Audi Quattro                                                 | 7        | 12        | 116    | 12        |
| 1981 | Talbot                    | Talbot Sunbeam Lotus                                         | 1        | 7         | 117    | 11        |
| 1980 | Fiat*                     | Fiat 131 Abarth                                              | 5        | 12        | 120    | 27        |
| 1979 | Ford*                     | Ford Escort RS1800                                           | 5        | 14        | 122    | 14        |
| 1978 | Fiat*                     | Fiat 131 Abarth                                              | 5        | 12        | 134    | 34        |
| 1977 | Fiat                      | Fiat 131 Abarth                                              | 5        | 12        | 136    | 4         |
| 1976 | Lancia                    | Lancia Stratos HF                                            | 4        | 10        | 112    | 55        |
| 1975 | Lancia                    | Lancia Stratos HF                                            | 4        | 7         | 96     | 35        |
| 1974 | Lancia                    | Lancia Fulvia HF Lancia Stratos HF                           | 3        | 6         | 94     | 25        |
| 1973 | Alpine-Renault            | Alpine-Renault A110                                          | 6        | 15        | 147    | 63        |

Note
* Producers who won the driver championship.
- ^ on behalf of Chrysler, in 1978 Lotus modified the car Chrysler Sunbeam, and the model was produced in Linwood of Scotland[1]

## După constructor (1973–2012)
| Constructor    | Total | Sezoane                                                    |
| -------------- | ----- | ---------------------------------------------------------- |
| Lancia         | 10    | 1974, 1975, 1976, 1983, 1987, 1988, 1989, 1990, 1991, 1992 |
| Citroën        | 8     | 2003, 2004, 2005, 2008, 2009, 2010, 2011, 2012             |
| Peugeot        | 5     | 1985, 1986, 2000, 2001, 2002                               |
| / Ford         | 3     | 1979, 2006, 2007                                           |
| Toyota         | 3     | 1993, 1994, 1999                                           |
| Subaru         | 3     | 1995, 1996, 1997                                           |
| Fiat           | 3     | 1977, 1978, 1980                                           |
| Audi           | 2     | 1982, 1984                                                 |
| Alpine-Renault | 1     | 1973                                                       |
| Talbot         | 1     | 1981                                                       |
| Mitsubishi     | 1     | 1998                                                       |

- ^1 Ford competed in the seasons 1973–1985 the U.S. license, and the 1986 season will start on the British license.

## După naționalitate
| Țara                       | Constructori | Total |
| -------------------------- | ------------ | ----- |
| Franța                     | 3            | 14    |
| Italia                     | 2            | 13    |
| Japonia                    | 3            | 7     |
| Regatul Unit               | 2            | 3     |
| Germania                   | 1            | 2     |
| Statele Unite ale Americii | 1            | 1     |

## Legături externe
- „FIA World Championship for Manufacturers”. World Rally Championship. Arhivat din original la 17 septembrie 2013. Accesat în 18 noiembrie 2012.
- WRC.com — Site oficial
- Crash.net Arhivat în 22 ianuarie 2009, la Wayback Machine.

Results
- RallyBase.nl
- eWRC-results.com
- juwra.com – World Rally Archive